# Caballero Home Video
Caballero Home Video és un estudi i productora de cinema pornogràfic estatunidenc fundat en 1974 per Noel C. Bloom, amb seu a Canoga Park, a la Vall de San Fernando de Califòrnia. Anteriorment es coneixia com Caballero Control Corporation. És un dels estudis de pornografia més antics dels Estats Units que encara existeixen. Va ser un dels estudis més grans durant la Edat d'Or del Porno, havent produït diverses de les pel·lícules pornogràfiques més venudes i aclamades per la crítica dels anys 1980 i començaments de 1990. El seu domini del mercat de cintes per a adults la van portar a guanyar-se el sobrenom de la "General Motors del porno".
Les seves pel·lícules van protagonitzar alguns dels artistes més reeixits i més coneguts de l'època, com Marilyn Chambers, Seka, Amber Lynn, Ginger Lynn, John Holmes, Joey Silvera, Jessie St. James, Traci Lords, Nina Hartley, Ron Jeremy o Christy Canyon. Al llarg de la dècada de 1980, se li van adjudicar centenars de milers de dòlars en danys per la pirateria il·legal de les seves pel·lícules. També va adquirir els drets de distribució als Estats Units parra rivalitzar amb el catàleg complet de més de 150 pel·lícules de l'estudi Cal Vista. Els estudis col·laboren amb la Free Speech Coalition.

## Demanda de Ben & Jerry's
Al setembre de 2012, l'empresa de fabricació de gelats Ben & Jerry's va presentar una demanda contra Cavaller per infracció de drets d'autor. La demanda es va presentar en el Tribunal del Districte a Manhattan el 5 de setembre, afirmant-se que la venda de 10 pel·lícules "pornogràfiques i d'explotació" en la línia comercial de Cavaller anomenada "Ben & Cherry's" danyaven considerablement la reputació de la seva marca, volent ser evitada la seva vinculació amb el sector de la pornografia. Aquesta demanda es va resoldre el 29 de juliol de 2013, amb Cavaller acceptant retirar aquest segment de producció per a evitar fer noves referències a Ben & Jerry's.

## Pel·lícules destacades
Com a estudi actiu durant l'Edat d'Or del porno, va participar en la producció d'algunes pel·lícules destacades d'aquells anys.

### Insatiable
Insatiable va ser una pel·lícula pornogràfica clàssica llançada l'any 1980, al final de l'era del porno chic als Estats Units. Protagonitzada per Marilyn Chambers i dirigida per Stu Segall (acreditat com Godfrey Daniels), va arribar a comptar amb una seqüela, Insatiable 2, llançada el 1984.

### Traci, I Love You
Traci, I Love You va ser l'última pel·lícula per a adults de Traci Lords, a més de ser l'única de les seves pel·lícules que es realitzar després de complir 18 anys. Produïda en 1987 en Canes (França), l'endemà passat de complir els 18 anys, és l'únic dels seus títols acreditats legalment disponibles als Estats Units, a causa de les lleis de pornografia infantil. Aquesta pel·lícula ha proporcionat un altre aspecte de controvèrsia a la vida de Lords. Va ser la tercera i última pel·lícula de la seva productora del mateix nom. Posteriorment va vendre els seus drets sobre la pel·lícula.

## Premis de la indústria
- Premis AVN de 1988 - Top vendes per llançaments per Traci, I Love You.[9]
- Premis AVN de 1988 - Millor pel·lícula per Careful, He May be Watching.[10]
- Premis AVN de 1989 - Top vendes por llançaments per Miami Spice II.[11][12]
- Premis AVN de 1990 - Top vendes per llançaments per The Nicole Stanton Story.[13][14]
- Premis AVN de 1990 - Millor pel·lícula per Night Trips.[15]
- Premis AVN de 1991 - Top vendes per llançaments per House of Dreams.[16][17]
- Premis AVN de 1991 - Millor pel·lícula per House of Dreams.